# Cazar ibne Hafes ibne Sulate ibne Uanzamar
Cazar ibne Hafes ibne Sulate ibne Uanzamar (Khazar ibn Hafs ibn Salut ibn Wanzamar) foi um emir dos magrauas no século VIII.

## Vida
Cazar era filho de Hafes ibne Sulate dos Banu Uanzamar e foi o epônimo de um clã novo, os Banu Cazar. Sucedeu ao pai no final do século VII ou começo do VIII. À época, os magrauas aumentaram mais seu poder às custas da revolta carijita no Magrebe Ocidental liderada por Meicera (739–740) e o consequente enfraquecimento dos governadores árabes omíadas de Cairuão, e Cazar estendeu sua autoridade sobre todos os nômades zenetas do Magrebe Central, exceto os ifrânidas de Tremecém. Embora seja incerto se os magrauas participaram na revolta, alguns autores sugerem que sim dado aos eventos que se sucedem nas décadas seguintes. Cazar faleceu pouco depois da derrocada do Califado Omíada no Oriente Médio (750) e foi sucedido por seu filho Maomé.